# Volumetrické video
Volumetrické video je typ volumografie a fotogrammetrie, díky které je možné zaznamenávat trojrozměrný prostor. Díky tomu se uživatel může v reálném čase pohybovat ve videu dle svého uvážení. Výsledné video je možné prohlížet na plochých obrazovkách, 3D displejích nebo headsetech virtuální reality.
Technické využití volumetrického videa se používá s technologií CGI (computer generated imagery), kdy je možné zaznamenat určité data a přenést je do jakéhokoliv prostředí. Bude tedy možné vizualizovat virtuální světy ale dosadit do nich reálné herce nebo předměty.
Aktuálně je možné volumetrické video zaznamenat jen ve specializovaných studiích ale díky rychlému technologickému pokroku bude zaznamenávání volumetrického videa, čím dál více dostupnější a méně nákladnější.